# ポロネーズ作品71 (ショパン)
フレデリック・ショパンのポロネーズ作品71（ポロネーズさくひんななじゅういち）は、作曲者の遺作である。
ショパンはもともと作品には非常なる潔癖性であり、死後に未発表の作品があれば処分するように言い残していた。わずか15歳から19歳の時の作品という若々しい感性のもので、技巧の派手さと右手声部の難しさが特徴である。友人のユリアン・フォンタナによって1855年に出版されている。
遺作という事情から、演奏会で取り上げられることは少ないが、60年代末のサンソン・フランソワ、ショパン全曲の音源を誇るウラディーミル・アシュケナージ、またキーシンなどが録音を残している。
おおむね序奏のついた三部形式。

## 作品71-1
Allegro maestoso
第8番。ニ短調。1825年作。序奏は音階動機の華々しいユニゾン。右手の跳躍が大きく、10度の旋律と効果的な三連符が早年の鋭い感受性を演出している。中間部は同主調ニ長調。ポロネーズリズムと三連符が中心の語法となっている。

## 作品71-2
Allegro, ma non troppo
第9番。変ロ長調。1828年作。やはり三連符の右手パッセージが全曲を駆け抜ける。中間部は平行調。32分音符の華麗な展開。

## 作品71-3
Allegro moderato
第10番。ヘ短調。1829年作。情感のこもった緩やかな作品。中間部は平行調。複数ある自筆譜とフォンタナ版とでは差異が見られる。